# 투쿠만투코투코
투쿠만투코투코(Ctenomys tucumanus)는 투코투코과에 속하는 설치류의 일종이다. 아르헨티나의 토착종이다.